# روبرت هولدستوك
روبرت بول هولدستوك (بالإنجليزية: Robert Holdstock)‏ (2 أغسطس 1948 - 29 نوفمبر 2009) هو روائي إنجليزي ومؤلف اشتُهر بأعماله في أدب الفانتازيا حول الكلت وقوم الشمال والقوط والبيكتيون. وكان يكتب بشكل رئيسي ضمن النوع الفرعي الفانتازي للخيال الأسطوري.
بدأ هولدستوك بطباعة أعماله عام 1968. تستكشف أعماله في الخيال العلمي والفنتازيا مواضيع فلسفية ونفسية وأنثروبولوجية وروحية وبيئة الغابات. حصل على ثلاث جوائز (بي إس إف إيه) من الجمعية البريطانية للخيال العلمي وفاز بجائزة الخيال العالمي لفئة أفضل رواية لعام 1985.

## سيرة حياته
ولد روبرت هولدستوك في هيث، مقاطعة كنت. وهو الأكبر من بين خمسة أطفال، كان والده روبرت فرانك هولدستوك ضابط شرطة وكانت والدته كاثلين مادلين هولدستوك ممرضة. في سن السابعة، ارتاد روبرت مدرسة القواعد غيلينغهام في بلدات ميدواي. عندما كان شابًا، عمل ضمن عدة مهن منها سفن شحن الموز وعامل إنشاء وفي استخراج الأردواز. حصل على بكالوريوس العلوم من كلية جامعة نورث ويلز، بانجور، مع مرتبة شرف في علم الحيوان التطبيقي (1967-1970). واصل تعليمه، وحصل على ماجستير العلوم في علم الحيوان الطبي من مدرسة لندن لحفظ الصحة وطب المناطق الحارة في عام 1971. وأجرى أبحاثًا في مجلس البحوث الطبية في لندن من عام 1971 حتى عام 1974، وعمل أيضًا في الكتابة بدوام جزئي وتقديم أعمال الخيال العلمي في المجلات المروحية. ثم تفرغ للكتابة بشكل كامل خلال عام 1976 وعاش بقية حياته في شمال لندن. توفي في المستشفى بعمر 61 عامًا، بعد إصابته بالإشريكية القولونية في 18 نوفمبر 2009.

## كتاباته
نُشرت أول قصة لروبرت هولدستوك، وهي «حبكة الفقير»، في مجلة نيو وورلدس عام 1968. نُشرت روايته الأولى وهي خيال علمي، عين بين العميان، عام 1976.
خلال أواخر السبعينيات وخلال الثمانينيات من القرن العشرين، كتب هولدستوك العديد من روايات الفنتازيا والخيال العلمي إلى جانب عدد من القصص القصيرة، نُشر معظمها تحت اسم مستعار. من ضمن الأسماء المستعارة لروبرت هولدستوك كان روبرت فولكون، وكريس كارلسن، وريتشارد كيرك، وروبرت بلاك، وكين بليك، وستيفن أيسلر. أُعدت بعض أعماله لتكون نصوصًا تلفزيونية لتجديد مسلسلات تلفزيونية مثل المحترفون. خلال نفس الفترة، كتب نصًا لحروب الفضاء والعوالم والأسلحة، وهو كتاب تنسيق ضخم قدم فيه مقالات حول مجازات الخيال العلمي (وفي فصل واحد، السيف والسحر)، وصحب ذلك بنسخ ملونة من الأعمال الفنية ذات الصلة.
في عام 1980 كتب هولدستوك جولة في الكون مع مالكولم إدواردز. وبيعت الحقوق لاحقًا لجولة محاكاة مكوك الفضاء في برج سي إن، والتي سميت أيضًا جولة في الكون.
أدرجت رواية هولدستوك «العجلة المظلمة» ضمن لعبة الكمبيوتر إيليت الأكثر مبيعًا في عام 1984. وكتب نصًا مقتبسًا من الغابة الزمردية، وهو فيلم من إخراج جون بورمان، وحلقات جديدة من سلسلة بولمان لصالح تلفزيون غرانادا.
نُشرت رواية هولدستوك المذهلة غابة ميثاغو في عام 1984. التي بدأت سلسلة غابة ريهوب، والتي استمرت حتى الظهور في أفيليون عام 2009.
كان هولدستوك ضيف شرف في معرض نوفاكون السنوي في عام 1984، وقُدم كتاب صغير محدود الإصدار يضم قصته الخيالية «ثورن» لأول 500 من الحضور.
بين عامي 2001 و2007 أصدر هولدستوك ثلاثية من الروايات الفنتازية، مخطوطة ميرلين، التي تتكون من سيلتيكا، والكأس الحديدية، والملوك المحطمون.
كتب هولدستوك عددًا من الأعمال الواقعية أو عدلها أو ساهم فيها، ومن بينها المشاهد الغريبة، جولة في الكون، الرعب: 100 أفضل رواية وموسوعة الخيال العلمي (نسخة مختلفة عن موسوعة الخيال العلمي).
في عام 2013، نشرت دار بّي إس مجلدًا مشتركًا من الشعر مع غاري كيلورث (الذي تعاون معه في رواية راغثورن الحائزة على جوائز) وسُمي الكتاب قصائد، قصائد وفظائع أخرى.

## روابط خارجية
- روبرت هولدستوك على موقع إن إن دي بي (الإنجليزية)